# Imperfecta/Imperfect
Imperfecta/Imperfect es el primer y único álbum como solista de la cantante estadounidense JD Natasha. 

## Antecedentes
Natasha previamente grabó un demo en casete, el cual hizo circular su padre entre los clientes de su peluquería. Uno de ellos pidió permiso para llevárselo a su vecino, Jorge Pino, presidente de EMI Latin; le gustó y llevó a Natasha a grabar a los estudios Crescent Moon, en Miami. 

## Información del álbum
Una vez en Miami, durante la grabación estuvieron con ella los productores Sebastián Krys y Gustavo Menéndez, así como Martin Chan y Elsten Torres como colaboradores. Fue publicado el 13 de julio de 2004. Fue clasificado por la RIAA como Álbum Explícito, por lo que recibió la etiqueta Parental Advisory. 
Natasha, en colaboración con otros compositores, escribió todas las canciones del álbum, sobre el cual comentó:

Le canto a todo el mundo, pero siento que los jóvenes entienden mi idioma. Escribo mi música de cómo me siento, porque tuve la necesidad de expresar cómo me siento, y no hago música si mis sentimientos y mis sentidos no quieren.
(JD Natasha)

## Recepción
El álbum fue bien recibido, obteniendo elogios por parte de Newsday, The Miami Herald, Los Angeles Times y Associated Press. Adional a esto, el reconocido productor Emilio Estefan mencionó que fue la mejor artista bilingüe nueva de 2004 en la revista People en Español.
Al año siguiente, Imperfecta/Imperfect fue nominado a un Premio Grammy Latino en la categoría de Mejor álbum vocal rock solista, perdiendo frente a Mi Sangre de Juanes.

## Sencillos
El primer sencillo fue "Lágrimas", el cual alcanzó el lugar 14 en el Billboard Hot Latin Tracks y el lugar 8 en el Latin Pop Airplay. Fue nominado en 2005 a un Grammy Latino en la categoría Mejor Canción Rock, perdiendo frente a Nada Valgo Sin Tu Amor de Juanes.
Otro sencillo recordado del álbum es "Plástico", pues cobró notoriedad en 2005 al ser un tema de abertura de la telenovela mexicana Rebelde, muy popular en ese año.

## Lista de canciones[5]
JD Natasha firmó sus canciones usando su verdadero nombre: Natasha Jeanette Dueñas

### Edición estándar
| Imperfecta/Imperfect |                                    |               |          |  |
| N.º                  | Título                             | Escritor(es)  | Duración |  |
| 1.                   | «Plástico»                         | Dueñas        | 2:40     |  |
| 2.                   | «Lágrimas»                         | Dueñas/Chan   | 3:04     |  |
| 3.                   | «Tanto»                            | Dueñas/Torres | 3:30     |  |
| 4.                   | «Tatuaje»                          | Dueñas/Torres | 2:57     |  |
| 5.                   | «Tan cerca»                        | Dueñas        | 3:59     |  |
| 6.                   | «Ingredientes»                     | Dueñas/Krys   | 3:43     |  |
| 7.                   | «10 mil»                           | Dueñas        | 3:51     |  |
| 8.                   | «Imperfect»                        | Dueñas        | 4:39     |  |
| 9.                   | «Dime»                             | Dueñas/Krys   | 3:18     |  |
| 10.                  | «Not Healthy»                      | Dueñas/Krys   | 3:32     |  |
| 11.                  | «Piscis»                           | Dueñas/Chan   | 3:09     |  |
| 12.                  | «Lágrimas (Full Acoustic Version)» |               | 2:59     |  |
| 50:04                |                                    |               |          |  |

| Bonus Tracks |                                                             |               |          |  |
| N.º          | Título                                                      | Escritor(es)  | Duración |  |
| 13.          | «Tanto (en vivo desde Sesiones @ AOL)»                      | Dueñas/Torres | 3:36     |  |
| 14.          | «Hey Ya! (en vivo desde Sesiones @ AOL)» (cover de OutKast) | André 3000    | 2:36     |  |
| 15.          | «Lágrimas (Track Interactivo)»                              |               |          |  |

### Reedición de 2005 (CD+DVD)
| DVD |                      |                          |          |  |
| N.º | Título               | Escritor(es)             | Duración |  |
| 1.  | «Lágrimas» (Video)   | Dirigido por Pablo Croce | 3:21     |  |
| 2.  | «Tanto» (Video)      |                          | 3:33     |  |
| 3.  | «Plástico» (Video)   |                          | 3:03     |  |
| 4.  | «Imperfect» (Video)  |                          | 4:45     |  |
| 5.  | «Material adicional» |                          |          |  |

## Créditos
| - JD Natasha - Voz y guitarra - Dan Warner, Andrew Synowiec, Adam Zimmon - Guitarras - Chris Glansdorf - Cello - Ron Taylor - Teclados - John Falcone - Bajo - Lee Levin, Fernando Sánchez - Batería | - Gustavo Menéndez, Sebastián Krys - Productores - Sebastián Krys, Gustavo Menéndez, John Falcone- Arreglistas - Mike Couzzi, Sebastián Krys, Ron Taylor - Grabación - Steve Menezes, Kevin Dillon, Ruben Parra- Directores de estudio - Jorge Alberto Pino - Productor ejecutivo - Sebastián Krys - Ingeniero - Adam Ayan - Ingeniero de masterización - Daniel Ponce - Asistente de mezcla - Colin Michaels, Miguel Bustamante, Daniel Ponce, Jesse Fishman - Asistentes de grabación - Rebeca León - Coordinadora del proyecto - Leyla Leeming - Coordinación de producción - Javier Valverde - Ayudante de producción - Kurt Berge - Soporte técnico - Lisette Lorenzo - Dirección de arte - Omar Cruz, Yaro - Fotografía - Kristopher Lett - Asistente de fotografía |